# Antonio Herrero Losada
Antonio Herrero Losada (Madrid, 8 de julio de 1923-Pamplona, 11 de agosto de 1992) fue un periodista español, que dirigió la agencia de noticias Europa Press. 

## Biografía
Herrero comenzó como periodista a los 14 años como aprendiz en la Agencia Fabra, que acabó convirtiéndose en España en la agencia Efe. En esta empresa ocupó el cargo de redactor jefe de Internacional hasta 1963, año en que se hizo cargo de la dirección de Europa Press. Como director de esta última, tuvo problemas con el Ministerio de Información y Turismo de la dictadura franquista por diferentes informaciones que eran consideradas como "peligrosas" por el régimen. Entre ellos, tuvo que asumir sanciones por la cobertura informativa de diferentes protestas estudiantiles y sindicales, por aquel entonces ilegales. Paralelamente a los trabajos en la agencia, Herrero creó un confidencial diario llamado Resumen Económico en el que, por correo y a través de suscripciones, se difundían noticias de imposible publicación en medios de comunicación ordinarios.
En 1965, ingresó en la organización católica Opus Dei y en la que tuvo una relevante actuación durante el resto de su vida.
Por otro lado, y bajo la dirección de Herrero, Europa Press recibió el Premio Nacional de Periodismo en 1975 al ser la primera agencia de noticias que transmitió al mundo la muerte del general Francisco Franco. Europa Press se adelantó a todas las agencias e, incluso, al comunicado del ministro de información y Turismo.
A partir de 1989 Herrero Losada era vicepresidente de Europa Press y trabajaba en la elaboración de un libro sobre la historia de su agencia. Fue autor, además, de numerosas traducciones de libros políticos. 
Casado con Carola Lima Luque, con la que tuvo cuatro hijos: José María, Carola, Lourdes y Antonio, este último un afamado periodista radiofónico.
Murió en 1992 a los 69 años en la Clínica Universitaria de Navarra, a consecuencia de un cáncer de pulmón. Sus restos reposan junto a los de su hijo Antonio (fallecido en 1998) en el cementerio de San Bernabé de Marbella.